# Белая ладья

Эмблема Всероссийского турнира школьных команд «Белая ладья»

«Бе́лая ладья́» — всесоюзный, с 2004 года — всероссийский и с 2014 года — международный шахматный турнир среди команд общеобразовательных учреждений. Проводится ежегодно. Основан в 1969 году. Основные цели — популяризация шахмат среди школьников, выявление способных юных шахматистов и повышение их спортивной квалификации. Организаторы турнира — Российская шахматная федерация и Министерство спорта РФ при поддержке Министерства образования и науки РФ и Благотворительного фонда Елены и Геннадия Тимченко.

## История «Белой ладьи»
В 1968 году детский писатель Лев Кассиль и чемпион мира по шахматам Василий Смыслов создали в Москве детский шахматный клуб «Белая Ладья», в котором устраивались турниры среди московских школьников. Первый всесоюзный турнир команд школьных пионерских дружин «Белая ладья» стартовал 27 сентября 1968 года. В это день газета «Пионерская правда» опубликовала «Указ шахматных королей» - Президентов клуба «Белая ладья», гроссмейстеров, в разные годы чемпионов мира по шахматам Ноны Гаприндашвили, Тиграна Петросяна, Михаила Ботвинника, Василия Смыслова, Михаила Таля – о проведении Первого Всесоюзного шахматного турнира пионерских дружин «Белая ладья». Финальные соревнования турнира с участием 18 сильнейших команд пионерских дружин страны прошли в Москве с 5 по 14 июня 1969 года. Победителем стала команда пионерской дружины 56-й школы города Кишинёва (Молдавская ССР). Капитан команды победителей – Лёня Цинис – получил из рук гроссмейстера Виктора Корчного главный приз – фигуру «Короля Шахматного». Второе место заняла команда пионерской дружины школы №15 города Тбилиси (Грузинская ССР). На третьем месте - команда города Москвы.
Со временем турнир пионерских дружин приобрёл всесоюзный масштаб и огромную популярность. Соревнования проводились по Шахматному кодексу СССР. Команды-победительницы награждались призами ЦК ВЛКСМ, почётными грамотами Центрального Совета Всесоюзной пионерской организации имени Ленина.
В 1979 году в соревнованиях приняли участия более миллиона советских школьников. В каждой команде было по пять игроков, в том числе не менее одной девушки. «Белая ладья» стала первой школой высшего шахматного мастерства для многих талантливых шахматистов, будущих чемпионов страны и мира. После распада СССР проведение «Белой Ладьи» прекратилось более чем на 10 лет.
12-15.08.2014 на шахматной олимпиаде в норвежском городе Тромсё глава Российской шахматной федерации Российской шахматной федерации, вице-президент ФИДЕ Андрей Филатов подписал контракты с главами национальных шахматных федераций Молдовы, Таджикистана, Белоруссии, Узбекистана, Туркменистана, Киргизии, Израиля об участии в «Белой ладье» школьников из этих стран. Турнир стал международным.
6 ноября 2014 года, в ходе международного турнира «Ташир» памяти девятого чемпиона мира по шахматам Тиграна Петросяна в Москве, Президент Российской шахматной федерации (РШФ) Андрей Филатов и вице-президент Шахматной федерации Армении (ШФА) Смбат Лпутян подписали соглашение о сотрудничестве в сфере школьных шахмат и развитии взаимодействия в рамках турниров школьных команд «Белая ладья». Документ был подписан в присутствии президента Армении, главы ШФА Сержа Саргсяна.
— "Одним из ключевых направлений деятельности Российской шахматной федерации является развитие детских шахмат, — сказал Филатов. — Шахматная федерация Армении активно развивает детские шахматы во всех школах страны. Со второго по четвёртый класс шахматы введены как обязательный предмет. Мужская сборная Армении во главе с Левоном Ароняном выиграла три Всемирные шахматные Олимпиады из последних пяти. Мы очень рады тому, что теперь юные шахматисты Армении будут участвовать в соревнованиях «Белой ладьи».
18 июня 2015 президент Армении, президент Федерации шахмат Армении Серж Саргсян посетил Дом шахмат имени Тиграна Петросяна, а также принял участие в мероприятиях, посвящённых 86-летию со дня рождения 9-го чемпиона мира. Серж Саргсян наградил участников команды-победительницы «Белой ладьи» Артура Давтяна, Давида Мирзояна, Самвела Хачатряна и Арпину Григорян компьютерами, а тренер команды Самвел Мисакян получил денежное вознаграждение.

## Последняя Всесоюзная «Белая ладья»
XXIII Всесоюзные финальные соревнования пионерских дружин на приз клуба ЦК ВЛКСМ «Белая ладья» состоялись в Луганске (1 июня 1991 — 13 июня 1991) и стали последними в СССР. Победу одержала средняя школа № 962 из города Москвы (директор — Полякова Лариса Александровна, главный тренер — Бодиско Александр Петрович).
Состав команды средней школы № 962 (Москва) был сформирован из учеников шахматной школы «Этюд»:
- 1 доска — Наер Евгений
- 2 доска — Шашнов Илья
- 3 доска — Захаров Александр
- 4 доска — Смирнов Ярослав
- 5 доска — Лысова Ольга

Во время турнира команда средней школы № 962 (Москва) не проиграла ни одного матча, а заключительный матч выиграла со счетом 4:1 у команды средней школы № 24 из Луганска.

## Возрождение «Белой ладьи»
Традиция проведения турнира была восстановлена в 2004 году по инициативе Федерального агентства по физической культуре, спорту и туризму, Всероссийского добровольного общества «Спортивная Россия», Министерства образования и науки РФ и Российской шахматной федерации. Финальные соревнования «Белая ладья-2004» прошли с 3 по 9 июня в Москве.
Количество команд-участников финала:
- 2004 — 9 команд
- 2010 — 23
- 2011 — 58
- 2012 — 69
- 2013 — 61
- 2014 — 73
- 2015 — 75 российских и 6 иностранных команд[22]
- 2016 — 82 российских и 9 иностранных команд[23]

## финальные Всероссийские турниры «Белая ладья»
| №  | Дата проведения      | Место проведения                                             | Победители в командном зачёте |
| -- | -------------------- | ------------------------------------------------------------ | --- |
| 1  | 2004                 | ЦКШ имени Ботвинника, Москва                                 | 1 место: Команда Гимназии № 7 г. Казань 2 место: Команда Лицея № 150 г. Санкт-Петербург 3 место: Команда Гимназии № 69 г. Краснодар |
| 2  | 2005                 | Красногорск, Московская область                              | 1 место: Команда школы № 3 г. Челябинск 2 место: Команда гимназии № 6 г. Лангепас Ханты-Мансийского АО 3 место: Команда гимназии № 1 г. Тюмень |
| 3  | 2006                 | СОБ «Чехов», Чехов, Московская область                       | 1 место: Команда школы-гимназии № 3 г. Зеленодольска Республики Татарстан 2 место: Команда гимназии № 6 г. Лангепаса Ханты-Мансийского АО 3 место: Команда Новосибирской областной гимназия № 1 |
| 4  | 16 — 20 мая 2007     | СОБ «Чехов», Чехов, Московская область                       | 1 место: Команда гимназии № 1 г. Новосибирск 2 место: Команда лицея № 36 г. Нижний Новгород 3 место: Команда гимназии № 6 г. Лангепаса Ханты-Мансийского АО |
| 5  | 14 — 20 мая 2008     | СОБ «Чехов», Чехов, Московская область                       | 1 место: Команда гимназии № 1 г. Новосибирск 2 место: Команда гимназии № 6 г. Казань 3 место: Команда лицея № 344 г. Санкт-Петербург |
| 6  | 13 — 17 мая 2009     | СОБ «Чехов», Чехов, Московская область                       | 1 место: Команда Гимназии № 6 г. Казани (Василов Артур, Терентьев Виталий, Вафин Айрат и Белова Ольга) 2 место: Команда Гимназии № 1512 г. Москвы (Гордиевский Дмитрий, Мошенский Денис, Саразетдинов Тимур и Фролова Екатерина) 3 место: Команда МОУ Лицей № 36 г. Нижний Новгород (Присталов Евгений, Собиев Дмитрий, Агишев Кирилл и Чижевская Яна)                                                                         |
| 7  | 2 — 9 июня 2010      | Федеральный детский центр «Смена», Анапа, Краснодарский край | 1 место: Команда школы № 30 г. Ижевска 2 место: Команда школы № 1189 г. Москвы 3 место: команда гимназии № 5 г. Волгограда |
| 8  | 2 — 9 июня 2011      | курортный комплекс «Ямал», пос. Небуг, Краснодарский край    | 1 место: Команда Лицея «Школа № 30», Удмуртская Республика (Козинов Кирилл, Ермолаев Евгений, Шиляев Фёдор, Костицина Любовь) 2 место: Команда СОШ № 3 им. Сергиенко Н. Г., Республика Калмыкия (Аршаев Аюш, Бадмаев Айс, Утнасанов Адьен, Дорджиева Динара) 3 место: Команда СОШ № 46, Челябинская обл. (Плешаков Антон, Канакин Константин, Раджабов Родион, Гулина Злата)                                                   |
| 9  | 31 мая — 8 июня 2012 | КСКК «АкваЛоо», Сочи, Краснодарский край                     | 1 место: Команда Самарской области (Семён Елистратов, Алексей Гусаров, Давид Шапиро и Полина Маслова) 2 место: Команда Волгоградской области (Егор Яковлев, Семён Дорохин, Никита Кравченко и Василиса Кузнецова) 3 место: Команда Санкт-Петербурга (Иван Панов, Денис Шагдуров, Никита Кантышев и Анастасия Леонтьева) |
| 10 | 1 — 9 июня 2013      | Шахматная академия, Астрахань                                | 1 место: Команда МАОУ Самарский лицей информационных технологий, Самарская область (Елистратов Семён, Шапиро Давид, Приворотский Олег, Маслова Полина) 2 место: Команда МБОУ «Гимназия № 47» г. Курган, Курганская область (Дрыгалов Андрей, Дрыгалов Сергей, Третьяков Степан, Уткина Юлия) 3 место: Команда МБОУ «Гимназия № 42» г. Барнаул, Алтайский край (Сорокин Алексей, Клименко Максим, Гостеева Анна, Яныгина Ольга) |
| 11 | 1 — 9 июня 2014      | ФГАУ "ОК «Дагомыс», п. Дагомыс, Сочи, Краснодарский край     | 1 место: Команда МАОУ Самарский лицей информационных технологий, Самарская область (Елистратов Семён, Приворотский Олег, Братчиков Владислав, Будникова Варвара) 2 место: Команда 2 МБОУ «Гимназия №»1 г. Астрахани (Меснянкин Никита, Горовенко Дарья, Пермин Виктор, Самченко Серафима) 3 место: Команда 3 МБОУ СОШ № 40 г. Сатки (Щербаков Михаил, Сморчков Даниил, Лушников Сергей, Симакова Елена)                        |
| 12 | 1 — 9 июня 2015      | ФГАУ "ОК «Дагомыс», п. Дагомыс, Сочи, Краснодарский край     | 1 место: Команда школы № 55 имени А. П. Чехова (г. Ереван, Армения) (Давтян Артур, Мирзоян Давит, Хачатрян Самвел, Григорян Арпине) 2 место: Команда ГБОУ Вторая Санкт-Петербургская Гимназия (Шинкевич Максим, Голиков Даниил, Земницкий Александр, Назарова Анастасия) 3 место: Команда МОУ СОШ № 1 г. Фрязино (Быков Олег, Колюжнов Владислав, Ашрапов Далер, Борисова Полина)                                              |
| 13 | 1 — 9 июня 2016      | ФГАУ "ОК «Дагомыс», п. Дагомыс, Сочи, Краснодарский край     | 1 место: Команда КНР (Zhou Jinfeng, Lin Yi, Jiang Qinyu, Bai Xue) 2 место: Команда Санкт-Петербурга (Голиков Даниил, Шинкевич Максим, Земницкий Александр, Воробьёва Екатерина) 3 место: Команда Армении (Давтян Артур, Хачатрян Самвел, Нанян Георгий, Оганнисян Мане) |

## Юбилейный турнир «Белая ладья» в 2014 году
В 2014 году «Белая ладья» отметила 45-летие. В юбилейном турнире, который проходит 1-9 июня в Дагомысе, приняли участие 73 команды из разных регионов России — от Калининграда до Камчатки. Отборочные соревнования были проведены в 73 субъектах РФ, в них приняли участие порядка 5 000 юных спортсменов.
Организаторы: Российская шахматная федерация (РШФ), Министерство образования Российской Федерации, Министерство спорта Российской Федерации. Поддержку турниру оказывает «Благотворительный фонд Елены и Геннадия Тимченко». Команда-победитель в ноябре 2014 года отправится в Пекин на матч с лучшей школьной командой Китая.
В этом году впервые свои команды делегировали учебные заведения Омской области, Ямало-Ненецкого автономного округа, республики Марий Эл, республики Крым и города федерального значения Севастополь.
По приглашению Российской шахматной федерации в турнире также примет участие команда-победитель шахматного турнира для воспитанников детских домов — ребята из КОУ Орловской области «Некрасовская школа-интернат для детей-сирот и детей, оставшихся без попечения родителей».
Почти в каждой из 73 школьных дружин есть перворазрядники и даже кандидаты в мастера, а ведь это ребята и девочки не старше 2000 года рождения. Выделяется воронежская гимназия имени академика Н. Г. Басова, в которой вся четвёрка — кандидаты. По три КМС и одному перворазряднику — в командах из Астрахани, Сатки Челябинской области, Якутска и Волгограда.
Открытие юбилейного 45-го турнира состоялось 1 июня, в международный День защиты детей. На церемонии открытия присутствовал весь шахматный бомонд: помощник Президента Российской Федерации Игорь Левитин, президент ФИДЕ Кирсан Илюмжинов, президент РШФ Андрей Филатов, председатель правления РШФ Марк Глуховский, 12-й чемпион мира Анатолий Карпов, заслуженный тренер СССР, один из основателей «Белой ладьи» Анатолий Быховский и генеральный директор «Благотворительного фонда Елены и Геннадия Тимченко» Мария Морозова.
В своих приветственных выступлениях участникам соревнований Андрей Филатов и Кирсан Илюмжинов рассказали ребятам о том, что сами в незапамятные времена являлись участниками соревнований «Белая ладья», а Анатолий Карпов, посетовал, что не смог в них принять участия по возрасту (тогда и сейчас в турнире участвуют школьники младше 14-ти лет).
2 июня 2014 г. Президент Российской Федерации Владимир Путин посетил ОК «Дагомыс» и поприветствовал участников финала «Белой ладьи». Владимир Владимирович в своём выступлении подчеркнул: «В своё время у нас шахматами занимались в каждой школе, в каждом районе. Очень здорово, приятно, что сегодня эта традиция возрождается.» Глава государства обратил внимание на богатые шахматные традиции в нашей стране: «Шахматы — это самый интеллектуальный вид спорта, мы всегда занимали самые высокие позиции во всех международных рейтингах».
Президент Российской шахматной федерации Андрей Филатов напомнил, что в советские годы в отборочных этапах «Белой ладьи» принимали участие сотни тысяч школьников, а рекорд — около 460 тысяч — был установлен в 1986 году.
Анатолий Карпов: «Точную цифру участвовавших в турнирах этого года я назвать не могу, но ещё пять лет назад мы перешагнули психологически важную отметку в 100 тыс. и с тех пор помаленьку наращивали массовость. Ну а финал „Белой ладьи“ следующего года планируем провести в Крыму — в знаменитом лагере „Артек“».
Всего в турнире приняли участие 298 юных шахматистов из 73 школ, представляющих все регионы нашей огромной страны — от Камчатки до Калининграда.
Соревнования проходили в упорной борьбе. Многие команды были укомплектованы сильными для своей возрастной категории игроками. Так, например, гимназию имени академика Н. Г. Басова из Воронежа представляли четыре кандидата в мастера спорта, по три кандидата в мастера и одному перворазряднику было в командах из Астрахани, Сатки, Якутска и Волгограда.
Организаторы турнира уделили немало внимания внетурнирной, досуговой программе участников турнира. Юные шахматисты активно участвовали в интеллектуальных играх «Что? Где? Когда?», «Брейн-ринге» и «Матрице», которые вёл чемпион мира по «Брейн-рингу» Андрей Шумаков, сражались друг с другом на футбольных и волейбольных площадках, играли в пинг-понг, устраивали заплывы в бассейне.
Победителем «Белой ладьи-2014» стал Самарский лицей информационных технологий, «серебро» — у гимназии № 1 города Астрахани, третье место завоевала команда школы № 40 город Сатка Челябинской области. Все участники финала были награждены почётной грамотой Министерства образования и науки Российской Федерации.
Золотые призёры из Самары — Семён Елистратов, Олег Приворотский, Владислав Братчиков и Варвара Будникова (руководитель команды О. Ю. Куликов) — в ноябре 2014 года отправятся в Пекин на матч с лучшей школьной командой Китая.
14-летняя астраханка Дарья Горовенко выиграла 9 партий из девяти сыгранных в этом турнире В активе талантливой шахматистки уже 15 кубков, 75 медалей и столько же грамот на соревнованиях различных уровней.